# Saxa-Gotha
Saxa-Gotha (germană Sachsen-Gotha) a fost unul dintre ducatele saxone deținute de ramura ernestină a Casei de Wettin. Reședința ducală a fost înălțată la Gotha.

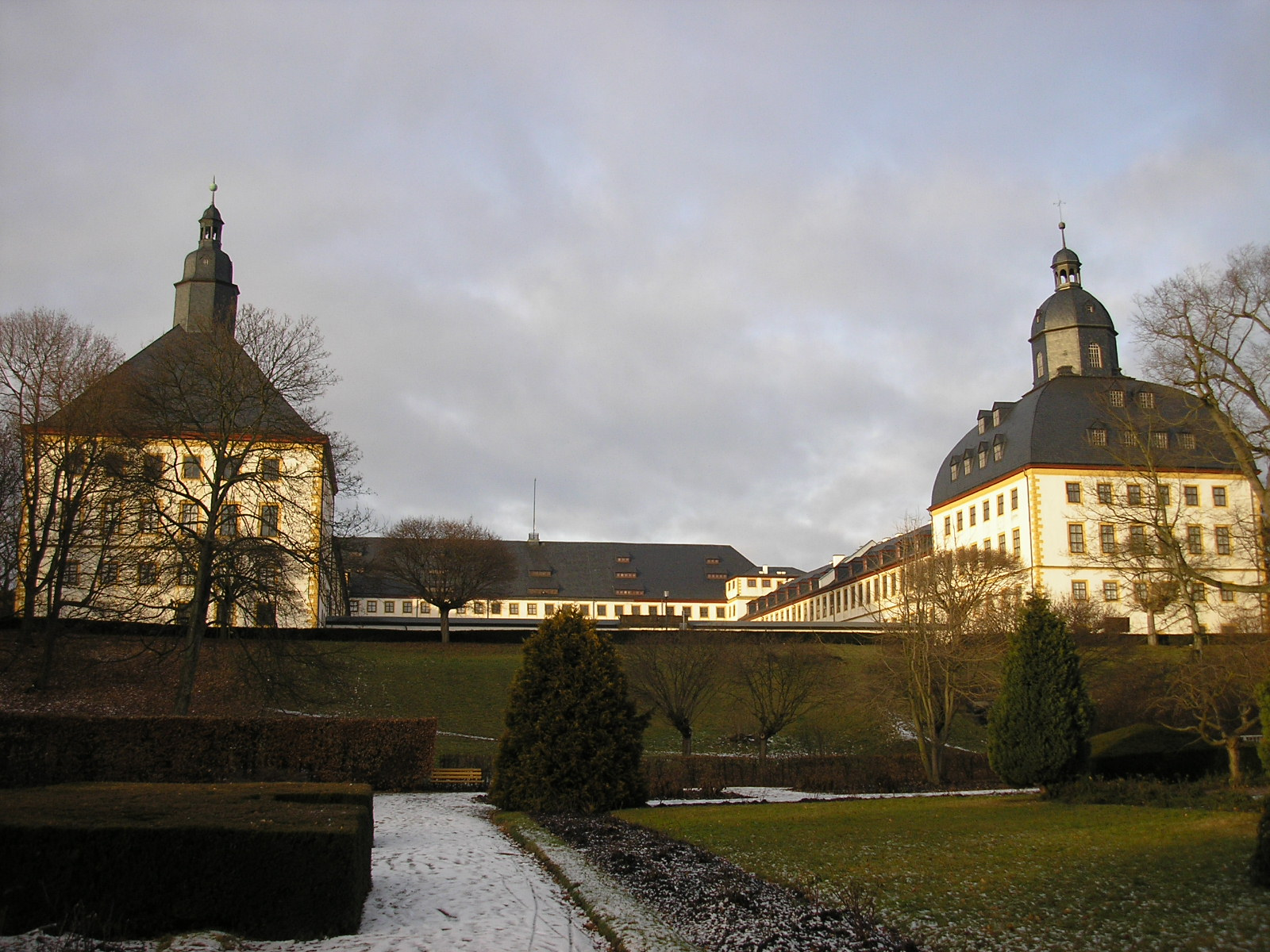
Gotha: Schloss Friedenstein

Ducatul a fost înființat în 1640, când Ducele Wilhelm de Saxa-Weimar a creat o subdiviziune pentru fratele său mai mic Ernest I cel Pios. Ducele Ernest și-a stabilit reședința la Gotha, unde a construit Schloss Friedenstein între 1643 și 1654. În același timp, Ducatul de Saxa-Eisenach a fost creat pentru al treilea frate, Albert al IV-lea.
Albert a murit în 1644 și Ernest a moștenit mari părți din ducatul său, deși nu și teritoriul de bază din jurul reședinței de la Eisenach și de la Wartburg, care a revenit fratelui său mai mare, Wilhelm de Saxa-Weimar. Ernest a putut include, de asemenea, mai multe moșii ale Casei de Henneberg care s-a stins în 1660. În cele din urmă, în 1672 el a primit cea mai mare parte din Saxa-Altenburg prin soția sa, Elisabeta Sofia, după ce ultimul duce de Altenburg, Friedrich Wilhelm al III-lea, a murit fără moștenitori. Ernest va fi numit Duce de Saxa-Gotha-Altenburg.
Când Ernest a murit în 1675, el a lăsat celor șapte fii ai săi un teritoriu extins în mod semnificativ. La început, fiul cel mare, Frederic, a domnit împreună cu frații săi, până în 1680 când ducatul a fost împărțit. Zona din jurul orașului Gota și de asemenea Altenburg au revenit lui Frederic, care a reținut pentru el titlul de Duce de Saxa-Gotha-Altenburg.

## Duci de Saxa-Gotha
- Ernest I cel Pios (1640–75), Duce de Saxa-Gotha-Altenburg din 1672
- Frederic I, Duce de Saxa-Gotha-Altenburg (1675-1691), a domnit împreună cu frații săi până în 1680:
  - Albert al V-lea, a devenit Duce de Saxa-Coburg
  - Bernhard I, a devenit Duce de Saxa-Meiningen
  - Heinrich, a devenit Duce de Saxa-Römhild
  - Christian, a devenit Duce de Saxa-Eisenberg
  - Ernest, a devenit Duce de Saxa-Hildburghausen
  - Johann Ernest al IV-lea, a devenit Duce de Saxa-Saalfeld

Când Casa de Saxa-Gotha și Altenburg s-a stins în 1825, ducatul de Saxa-Gotha-Altenburg a fost împărțit. Saxa-Gotha a revenit Ducelui de Saxa-Coburg-Saalfeld care în schimb a cedat Saalfeld către Saxa-Meiningen. Ducele de Saxa-Hildburghausen a primit Saxa-Altenburg și a cedat districtul de Hildburghausen către Saxa-Meiningen.
După abolirea monarhiei germane la sfârșitul Primului Război Mondial ducatul a devenit parte a noului stat creat Thuringia în 1920.